# احمد عرابی
احمد عرابی (۳۱ مارس ۱۸۴۱ – ۲۱ سپتامبر ۱۹۱۱) یا عرابی پاشا، افسر ارتش مصر بود. عرابی، نخستین رهبر سیاسی و نظامی در مصر بود که از فلاحین برخاست و در شورشی در سال ۱۸۷۹ شرکت کرد که به شورش عرابی علیه دولت خدیو توفیک، که تحت نفوذ یک کنسرسیوم بریتانیایی - فرانسوی بود، تبدیل شد. او به کابینه توفیق ارتقا یافت و اصلاحات در ادارات نظامی و مدنی مصر را آغاز کرد، اما تظاهرات اسکندریه در سال ۱۸۸۲ باعث بمباران و تهاجم بریتانیا شد که منجر به دستگیری عرابی و متحدانش و تحمیل کنترل بریتانیا در مصر شد. «عرابی و یارانش توسط توفیق به تبعید در سری‌لانکا به عنوان نوعی مجازات محکوم شدند.

## اوایل زندگی
او در سال 1841 در روستای حریت رزنه در نزدیکی زقازیق در استان شرقی، تقریباً ۸۰ کیلومتری شمال قاهره به دنیا آمد. «عرابی فرزند یکی از دهکده‌ها و یکی از افراد ثروتمند جامعه بود که به او اجازه داد تا تحصیلات مناسبی داشته باشد. پس از پایان تحصیلات ابتدایی در روستای خود، در دانشگاه الازهر ثبت نام کرد تا تحصیلات خود را در سال ۱۸۴۹ تکمیل کند. سپس او وارد ارتش شد و به سرعت پله‌های ترقی را طی نمود و در سن ۲۰ سالگی به درجه ستوانی رسید.
عرابی در طول جنگ اتیوپی-مصر (۱۸۷۴–۱۸۷۶) در نقش پشتیبانی در خطوط ارتباطی ارتش مصر خدمت کرد. گفته می‌شود زمانی که او از این جنگ - که مصر شکست خورد - بازگشته است - «از نحوه سوء مدیریت آن خشمگین شده است» و این تجربه او را به سمت سیاست و حرکت اعتراضی قاطعانه علیه خدیو سوق داده است.

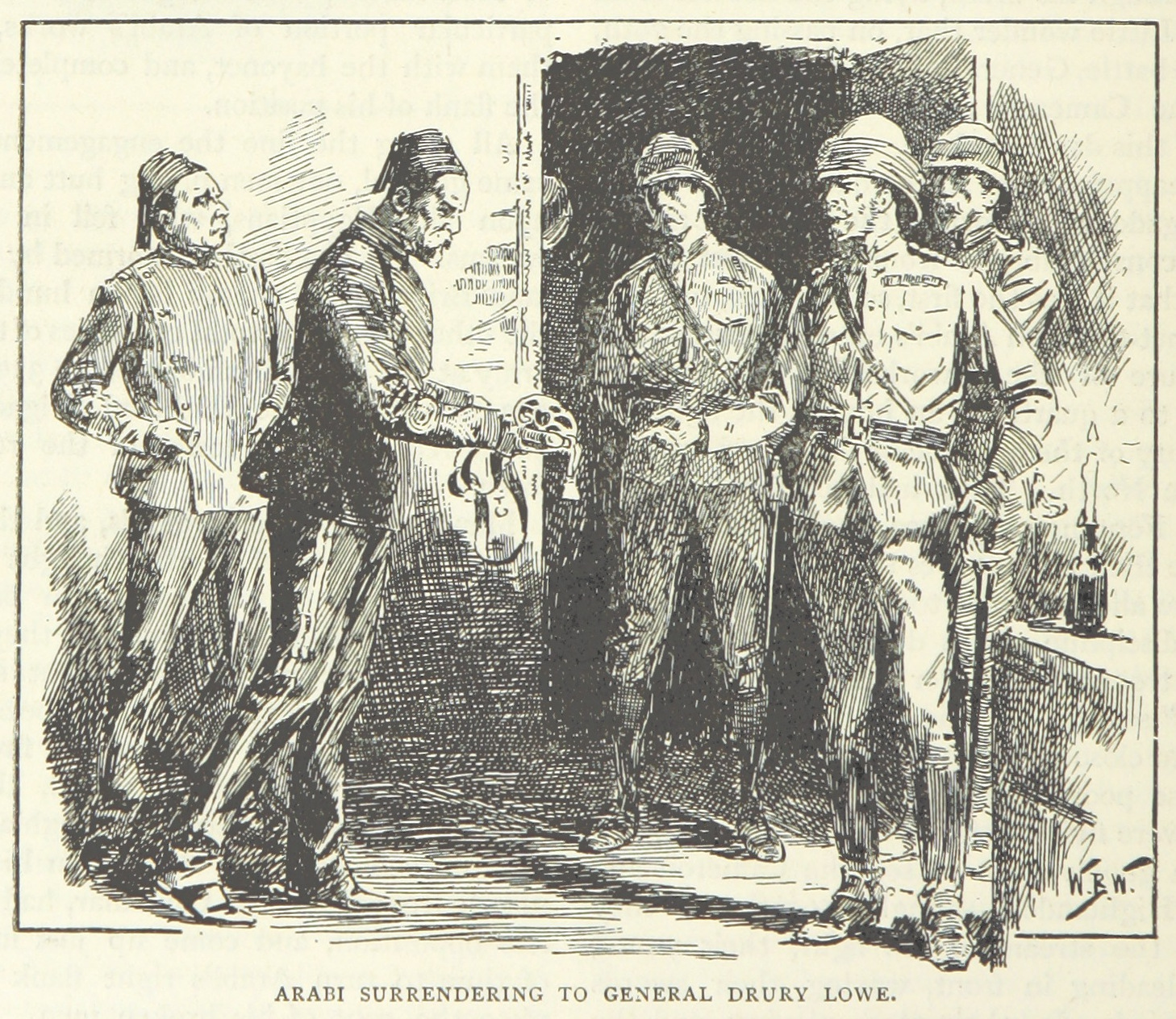
عرابی تسلیم دروری کرزن دروری-لو

## تبعید و بازگشت
«عرابی در ۳ دسامبر ۱۸۸۲ توسط خدیوات به دلیل شورش محاکمه شد. وی توسط وکیل بریتانیایی ریچارد ایو و الکساندر میریک برادلی دفاع شد. به گفته الیزابت تامپسون، دفاعیات عرابی بر این ایده تأکید کرد که علیرغم اینکه او به‌طور غیرقانونی توسط ریاض پاشا و خدیو توفیق زندانی شده بود، اما همچنان به روشی که طبق قانون مصر مجاز بود و با این امید که خدیوات پس از مداخله او باقی بماند، پاسخ داده است. به این ترتیب وفاداری خودش را به مردم مصر نشان داد. بر اساس تفاهم صورت گرفته با لرد دافرین، نماینده بریتانیا، عرابی به جرم خود اعتراف کرد و به اعدام محکوم شد، اما این حکم بلافاصله به تبعید مادام العمر تبدیل شد. او مصر را در ۲۸ دسامبر ۱۸۸۲ به مقصد سیلان (سری‌لانکا کنونی) ترک کرد. خانه او در جاده هالولووا، کندی (که قبلاً متعلق به مودالیار جرونیس دی سویسا بود) اکنون مرکز فرهنگی عرابی پاشا است. عرابی در مدت اقامت خود در سیلان برای ارتقای کیفیت آموزش در میان مسلمانان این کشور تلاش کرد. کالج حمید الحسینی، اولین مدرسه سریلانکا برای مسلمانان در ۱۵ نوامبر ۱۸۸۴ تأسیس شد و پس از هشت سال کالج ظهیرا، در ۲۲ اوت ۱۸۹۲ تحت حمایت وی تأسیس شد. در ماه مه ۱۹۰۱، خدیو عباس دوم، پسر و جانشین توفیق به عرابی اجازه داد تا به مصر بازگردد. عباس از نظر پدربزرگش خدیو اسماعیل اعظم یک ملی‌گرا بود و عمیقاً با نفوذ انگلیس در مصر مخالف بود. «عرابی در ۱ اکتبر ۱۹۰۱ بازگشت و تا زمان مرگش در ۲۱ سپتامبر ۱۹۱۱ در مصر ماند.